# Blow Him Back Into My Arms
"Blow Him Back Into My Arms" är en låt av Moneybrother från 2005. Den finns med på dennes andra studioalbum To Die Alone (2005), men utgavs också som singel samma år. Låten är skriven av Moneybrother, producerad av Jari Haapalainen och Björn Yttling och utgiven på Burning Heart Records.
Låten låg sex veckor på Trackslistan mellan den 27 augusti och 1 oktober 2005, som bäst på plats åtta.

## Låtlista
1. "Blow Him Back Into My Arms"
2. "Our Last Night"